# لاخ

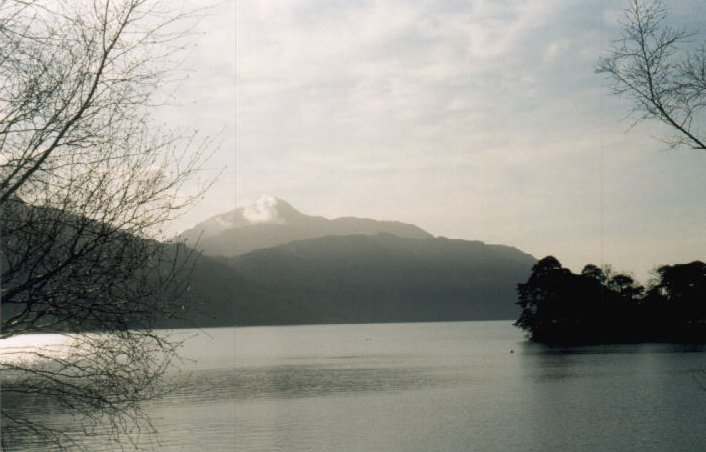
نمایی از بن لوموند در سراسر دریاچه لوموند

لاخ (به انگلیسی: Loch)، کلمه اسکاتلندی و ایرلندی برای دریاچه یا خلیجک دریا است. این با واژه‌های مانکس Lough، کورنی logh و یکی از واژه‌های ولزی برای دریاچه llwch، هم‌خانواده است.
دریاچه‌های ورودی دریا اغلب دریاچه‌های دریایی نامیده می‌شوند. برخی از این پیکره‌های آبی را می‌توان فرت، آبدره، مصب، تنگه یا خلیج نیز نامید.